# アフリカ兵の歌
アフリカ兵の歌（アフリカへいのうた、英語: Le Chant des Africains）は、フランスの軍歌であり、フランスとアフリカの植民地であったピエ・ノワールの非公式国歌である。

## 歴史

### 第一次世界大戦中
『アフリカ兵の歌』の歌詞は1914年に上級曹長のBendifallahと会社員のMarizotによって作詞された。作詞された当時の『アフリカ兵の歌』の内容は、グミエの勇敢さを証言するものであった。
この歌は後に軍人や民間人の間で人気を博したが、アルジェリア駐屯地のバンドマスターであったFélix Boyerによって1918年になるまで音楽化されることはなかった。

### 第二次世界大戦中
第一次世界大戦中に作詞された歌詞は1943年に変更され、歌詞中にアフリカ人やピエ・ノワール、特にアラブ人が含まれるようになった。
また、ほとんどの歌手が植民地に移住したため、歌詞に記載されていた場所の名前も変更された。

### アルジェリア戦争中
この曲はフランス領アルジェリアの独立を支持するシャルル・ド・ゴールに反発し、現状維持を支持するヨーロッパ人が使用していたと伝えられている。
そのため、この曲は1969年になるまでフランス軍が聴くことを禁じていた。

### 現在
この曲は現在までピエ・ノワールのシンボルとして残されている。

## 歌詞
以下の歌詞は、1914年の一番の歌詞と1944年の一番の歌詞の比較である。